# Línea 5 (Buenos Aires)
La línea 5 fue una histórica línea de colectivos de la Ciudad Autónoma de Buenos Aires que operó hasta finales de 2023, cuando su recorrido fue fusionando con el de la línea 8. 
La línea se encargaba de unir Retiro con el barrio Piedrabuena, ubicado en el barrio porteño de Villa Lugano. 
La línea fue operada por la empresa Transportes Río Grande S.A., la cual también se encargaría de las líneas 8 y 23 que pertenece al conglomerado empresarial de transporte Grupo DOTA. El 18 de diciembre de 2023, la línea 5 pasó a formar parte de la Línea 8 quedando como ramales secundarios de la misma, funcionado oficialmente como el ramal "D" de la línea. 

## Recorrido
La línea 5 poseía un recorrido que unía Retiro con el Barrio Comandante Luis Piedrabuena en Villa Lugano circulando en gran parte por la Avenida Rivadavia.

### Recorrido A - Barrio Piedrabuena - Puerto Nuevo
Ida A Puerto Nuevo: Desde Balbastro Y Cañada De Gómez, Por Cañada De Gómez 3800-3900, Saraza 6200-6400, Avenida Piedrabuena 3900-4000, Avenida Castañares 6400-6000, Lisandro De La Torre 3900-3600, Santander 6000-4700, Basualdo 2600-2700, Crisóstomo Álvarez 4700-5100, Miralla 2900-1900, General Eugenio Garzón 5500-4600, Avenida Olivera 1200-100, Coronel Ramón L. Falcón 4400-4300, Lacarra 100-1, Avenida Rivadavia 8800-5400, Rosario 800-1, Venezuela 4400-4300, Muñiz 400-100, Hipólito Yrigoyen, 24 de Noviembre, Tomás Manuel De Anchorena, Bartolomé Mitre, Libertad 100-1100, Avenida Santa Fe 1100-600, Florida 1100-1000 - San Martin 1100-1300, G. Gilardi 1300-1400, Av. José M. Ramos Mejía 1500-1700, Av. Antártida Argentina, My. A. Luisoni, Cabo P. Feis 300-400, Av. Gendarmería Nacional, Prefectura Naval Argentina hasta Calle 5.
Regreso A Balbastro Y Cañada De Gómez: Desde Calle N.º 8 Y Calle N.º 5 Por Calle N.º 8, Calle N.º 5, Ingreso A Estación Terminal De Ómnibus Retiro Por Calle Interna Sin Nombre De La Misma, Avenida Antártida Argentina, Avenida Doctor José María Ramos Mejía 1700-1300, Avenida del Libertador 100-1, Avenida Leandro Nicéforo Alem 1200-800, Avenida Córdoba 300-1300, Talcahuano 800-1, Santiago Del Estero 1-50, Avenida de Mayo 1300-1500, Avenida Rivadavia 1500-9000, Santiago De Las Carreras 1-100, Coronel Ramón L. Falcón 4400-4300, Avenida Olivera 100-1000, General Eugenio Garzón 4600-5400, Albariño 1900-3000, Crisóstomo Álvarez 5100-4500, Escalada 2700-2800, Lateral Norte Autopista Teniente General Luis J. Dellepiane 4500-4700, Basualdo 2900-2800, Santander 4700-6000, Lisandro De La Torre 3600-3900, Avenida Castañares 6000-6400, Avenida Piedrabuena 3800-3700, Saraza 6300-6100, Cañada De Gómez 3800-3700 Hasta Balbastro.

### Recorrido B - Fraccionamiento - Lacarra y Av. Rivadavia - Puerto Nuevo
Ida a Puerto Nuevo: Desde Lacarra y Av. Rivadavia por Avenida Rivadavia 8800-5400, Rosario 800-1, Venezuela 4400-4300, Muñiz 400-100, Hipólito Yrigoyen 4300-3200, 24 de Noviembre 100-1, Tomás Manuel de Anchorena 1-100, Bartolomé Mitre 3200-1200, Libertad 100-1100, Avenida Santa Fe 1100-600, Florida 1100-1000 - San Martin 1100-1300, G. Gilardi 1300-1400, Av. José M. Ramos Mejía 1500-1700, Av. Antártida Argentina, My. A. Luisoni, Cabo P. Feis 300-400, Av. Gendarmería Nacional, Prefectura Naval Argentina hasta Calle 5.
Regreso a Lacarra Y Avenida Rivadavia: Desde Calle N.º 8 Y Calle N.º 5 Por Calle N.º 8, Calle N.º 5, Ingreso A Estación Terminal De Ómnibus Retiro Por Calle Interna Sin Nombre De La Misma, Avenida Antártida Argentina, Avenida Doctor José María Ramos Mejía 1700-1300, Avenida del Libertador 100-1, Avenida Leandro Nicéforo Alem 1200-1100, Reconquista 1100-800, Avenida Córdoba 400-1300, Talcahuano 800-1, Santiago Del Estero 1-50, Avenida de Mayo 1300-1500, Avenida Rivadavia 1500-9000, Santiago De Las Carreras 1-100, Coronel Ramón L. Falcón 4400-4200, Lacarra 100-1 hasta Rivadavia.

### Recorrido C - Fraccionamiento - Barrio Piedrabuena - Tribunales
Ida a Tribunales: Desde Balbastro Y Cañada De Gómez Por Cañada De Gómez 3800-3900, Saraza 6200-6400, Avenida Piedrabuena 3900-4000, Avenida Castañares 6400-6000, Lisandro De La Torre 3900-3600, Santander 6000-4700, Basualdo 2600-2700, Crisóstomo Álvarez 4700-5100, Miralla 2900-1900, General Eugenio Garzón 5500-4600, Avenida Olivera 1200-100, Coronel Ramón L. Falcón 4400-4300, Lacarra 100-1, Avenida Rivadavia 8800-5400, Rosario 800-1, Venezuela 4400-4300, Muñiz 400-100, Hipólito Yrigoyen, 24 de Noviembre, Tomás Manuel De Anchorena, Bartolomé Mitre hasta Libertad 100-500.
Regreso A Balbastro Y Cañada De Gómez: Desde Talcahuano 500-1, Santiago Del Estero 1-50, Avenida de Mayo 1300-1500, Avenida Rivadavia 1500-9000, Santiago De Las Carreras 1-100, Coronel Ramón L. Falcón 4400-4300, Avenida Olivera 100-1000, General Eugenio Garzón 4600-5400, Albariño 1900-3000, Crisóstomo Álvarez 5100-4500, Escalada 2700-2800, Lateral Norte Autopista Teniente General Luis J. Dellepiane 4500-4700, Basualdo 2900-2800, Santander 4700-6000, Lisandro De La Torre 3600-3900, Avenida Castañares 6000-6400, Avenida Piedrabuena 3800-3700, Saraza 6300-6100, Cañada De Gómez 3800-3700 Hasta Balbastro.

## Frecuencia
| Hora          | Frecuencia |
| ------------- | ---------- |
| 0:00 a 4:00   | 30 minutos |
| 4:00 a 6:00   | 12 minutos |
| 6:00 a 20:00  | 8 minutos  |
| 20:00 a 22:00 | 12 minutos |
| 22:00 a 0:00  | 15 minutos |

## Pasajeros
| Año  | Pasajeros  | Pasajeros por día | Variación |
| ---- | ---------- | ----------------- | --------- |
| 2016 | 11 943 051 | 32 631            | 0,00%     |
| 2017 | 11 150 769 | 30 551            | 6,63%     |
| 2018 | 10 677 508 | 29 253            | 4,24%     |

Fuente: Ministerio de Transporte

## Galería

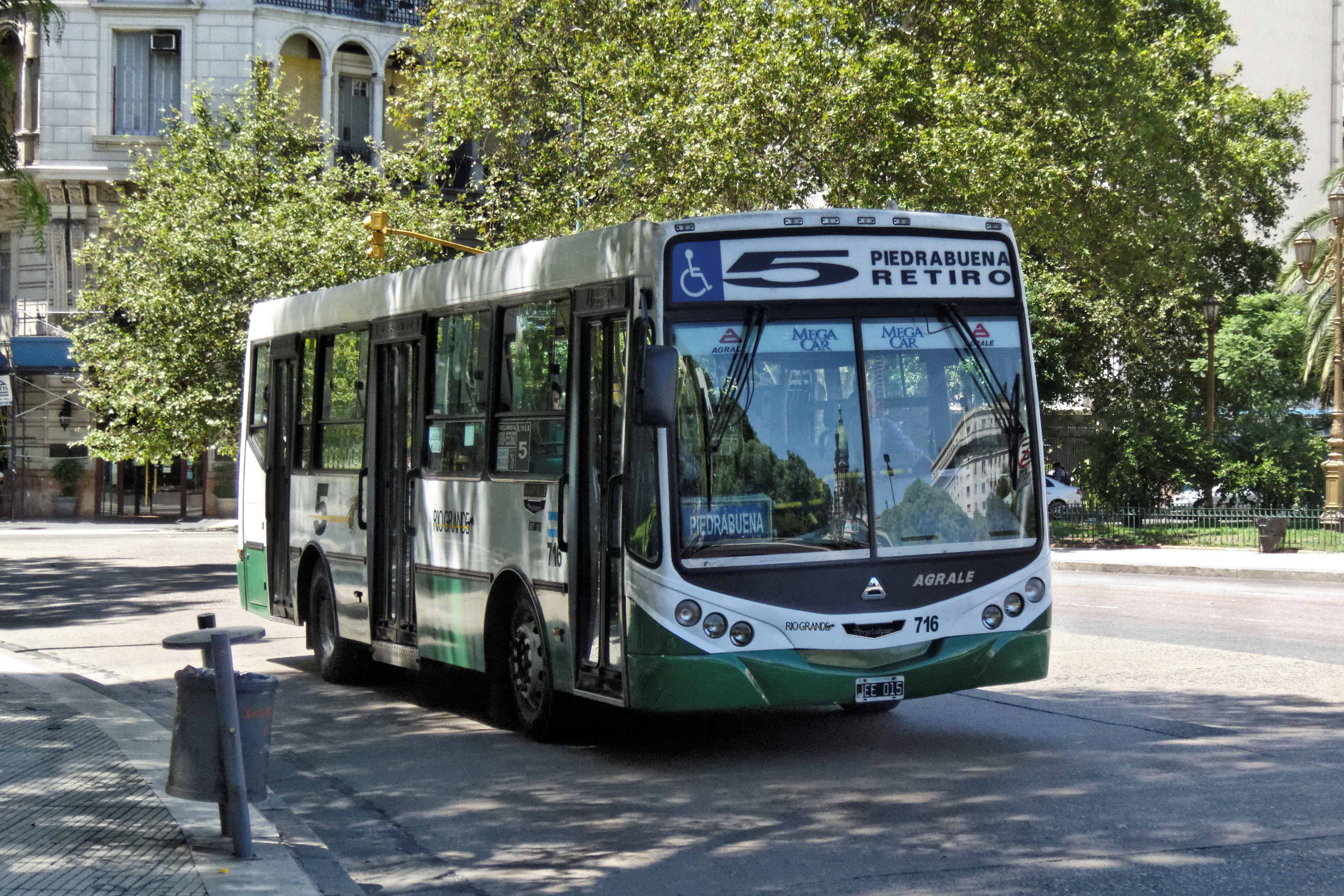
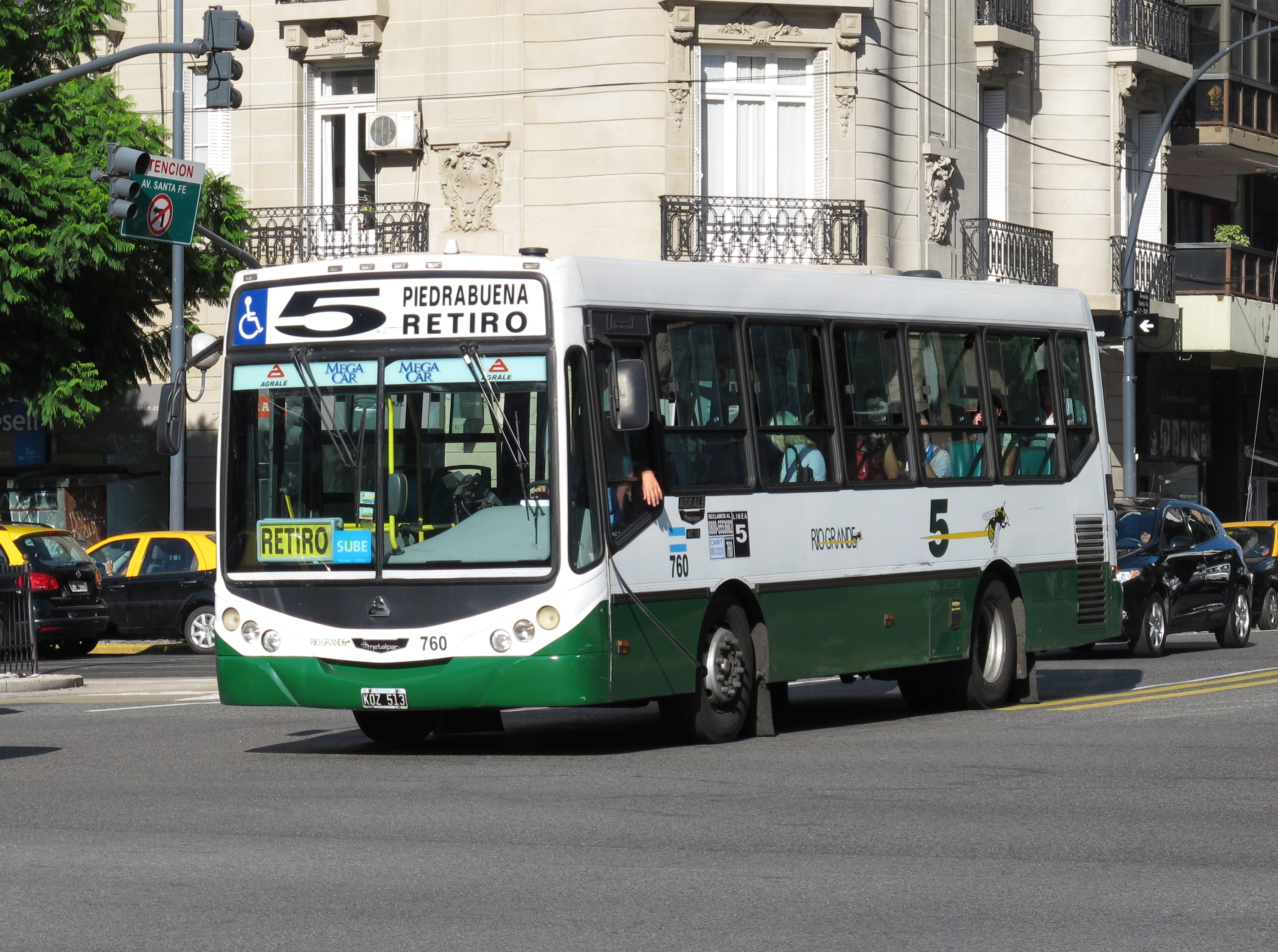
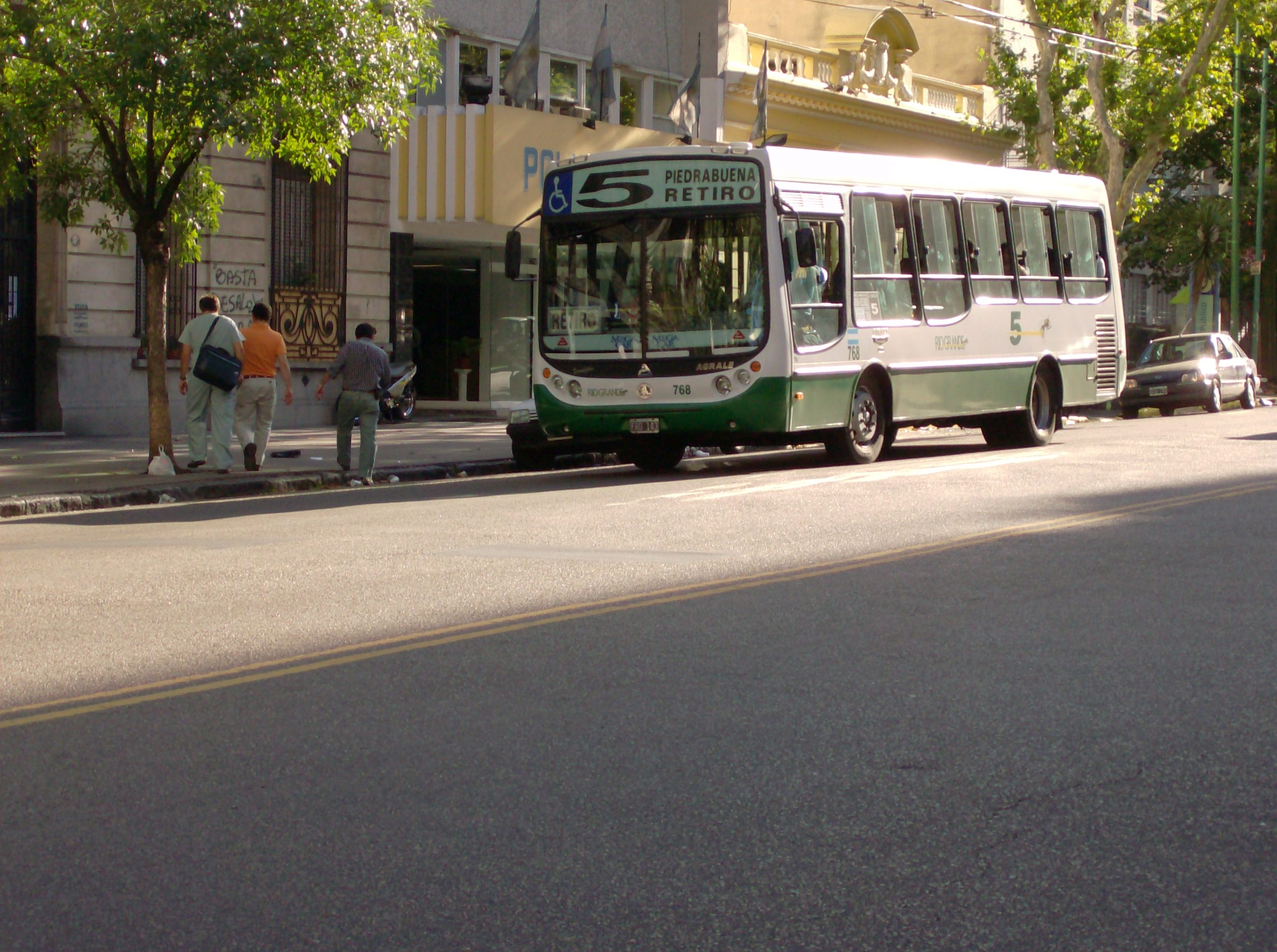